# 進藤玲菜
進藤 玲菜 （しんどう れいな、1981年9月5日 - ）は、日本の元AV女優。

## 略歴
- 2003年に『美感メモリアル』でAVデビュー。
- 2004年末をもって活動停止。

## 出演

### アダルトビデオ
- 美感メモリアル（2003年11月29日、アトラス）
- ザ・コールガール（2003年12月30日、アトラス）
- THE 出血大制服 進藤玲菜・2（2004年1月16日、アトラス）
- Silky 〜シルキー〜（2004年2月20日、アトラス）
- セクササイズワイフ（2004年3月24日、アトラス）
- 痴女姫（2004年4月16日、アトラス）
- 学園コスプレ・クィーン（2004年5月21日、アトラス）
- コスプレパーティー（2004年5月21日、アトラス）
- 淫ら姫（2004年6月18日、アトラス）
- 魔性（2004年6月14日、アトラス）
- ヘアレスFuck（2004年7月23日、アトラス）
- Open Sex（2004年9月17日、アトラス）
- 淫美麗 〜INBIREI〜（2004年12月27日、アトラス）
- THE出血大制服SPECIAL vol.1（2006年7月21日、アトラス）共演:桃咲あい、北川絵美、長谷川いずみ、星空（そあら）、まりあ&ゆりあ、浜崎あや、北川明花 ※総集編

### イメージビデオ
- be positive !（2004年4月23日、竹書房）

### オリジナルビデオ
- 隠密くノ一忍法帳 餓鬼姉妹（2005年1月24日、TMC）共演:三上翔子、水原香奈恵

### テレビドラマ
- 土曜ワイド劇場 混浴露天風呂連続殺人 24 （2004年12月18日、テレビ朝日）※温泉ガールズとして出演

## 書籍

### 写真集
- Reina（2003年11月）- 双葉社刊